# Trine Rein
Trine Rein (San Francisco en 1970) es una cantante estadounidense, quien pertenece al grupo de artistas de origen noruego que han vendido más de un millón de discos.

## Biografía

### Debut
Trine Rein lanzó su primer álbum en 1993, Finders, Keepers. Llegó al número uno de la cartelera musical noruega por más de cinco semanas. Debido a la cobertura de prensa internacional de los Juegos Olímpicos de Invierno en Lillehammer (febrero de 1994), su álbum fue también un éxito en Japón. Llegó a encabezar las listas de 16 radioemisoras japonesas al mismo tiempo. Debido a esta popularidad, casi 2 tercios de los 600,000 discos que vendió de su primer álbum, fueron comprados por fanáticos japoneses.
Trine lanzó dos sencillos exitosos. El primero incluido en su álbum debut, llamado "Just Missed The Train". Esta canción fue luego hecha cover por la actriz Danielle Brisebois (quien escribió la canción junto a Scott Cutler), por el participante estonio de Eurovision Maarja-Liis Ilus, por la ganadora de American Idol Kelly Clarkson, entre otros.

### Descenso en las ventas
En 1996, lanzó un álbum llamado Beneath My Skin, que también tuvo algún éxito, vendiendo alrededor de la mitad de los discos que su álbum debut había vendido. Más de 300,000 copias fueron vendidas en Noruega, Japón y Dinamarca, que fue un nuevo mercado para Trine. El álbum fue directo al número uno en ventas en la cartelera noruega, en la primera semana de lanzamiento. Otro sencillo popular fue lanzado en 1996, esta vez un cover de la canción Torn de la banda de rock alternativo Ednaswap. Más tarde en 1997 este tema adquiriría fama mundial al ser realizado el cover por Natalie Imbruglia.

### Mudanza al extranjero
Su tercer álbum To Find The Truth fue lanzado en 1998, y vendió alrededor de 100.000 copias. Poco después, Trine decidió que ya había tenido demasiado de su vida de celebridad, y buscó refugio en el anonimato por unos años. En el 2000 Trine se había asentado en San Francisco y Los Ángeles donde desempeñó varios trabajos, llegando a ser conductora de limosinas.
Finalmente se mudó a Noruega en el 2004 y decidió hacer un regreso a la escena musical. Manejó dos proyectos al mismo tiempo; primeramente protagonizó un show de verano con tres actores y cantantes, entre ellos Sturla Berg Johansen, que se convirtió en su novio. Además, lanzó su primer CD compilatorio, titulado The Very Best of Trine Rein.

### Eurovision
Trine Rein años antes había dicho que nunca participaría en la final noruega y selección para el Concurso de la Canción de Eurovisión. Trine decidió dejar eso en el pasado y participó en esta selección en el 2006.
La composición de Trine, Here For The Show, no logró calificar para la final internacional.

### Nuevo álbum y sencillo 2010
El 18 de mayo del 2010, luego de 12 años, Trine lanzó un sencillo titulado  I found love  en su sitio web oficial, y a partir del 24 de mayo estuvo disponible para su compra en Itunes; el nuevo álbum (el cuarto grabado a la fecha) se llama  Seeds of Joy .

### Vida personal
En 2008, Rein confirmó públicamente que está en pareja con el aventurero noruego Lars Monsen.

## Discografía

### Sencillos
- "Just Missed The Train" (1993)
- "Stay With Me Baby" (1994)
- "Torn" (1996)
- "Do You Really Wanna Leave Me This Way" (1996)
- "The State I'm In" (1996)
- "Never Far Away" (1996)
- "World Without You" (1998)
- "Stars And Angels" (1998)
- "I found love" (2010)

### Álbumes
- Finders, Keepers (1993)
- Beneath My Skin (1996)
- To Find The Truth (1998)
- Seeds of joy (2010)

#### Compilados
- The Very Best of Trine Rein (2004)